# Harbarnsen
Harbarnsen è una frazione del comune tedesco di Lamspringe, in Bassa Sassonia.
Il 1º marzo 1974 al territorio comunale di Harbarnsen fu unito quello del soppresso comune di Irmenseul.
Harbarnsen costituì un comune autonomo fino al 1º novembre 2016.